# Silene legionensis
Silene legionensis är en nejlikväxtart som beskrevs av Mariano Lagasca y Segura. Silene legionensis ingår i släktet glimmar, och familjen nejlikväxter. Inga underarter finns listade i Catalogue of Life.

## Bildgalleri

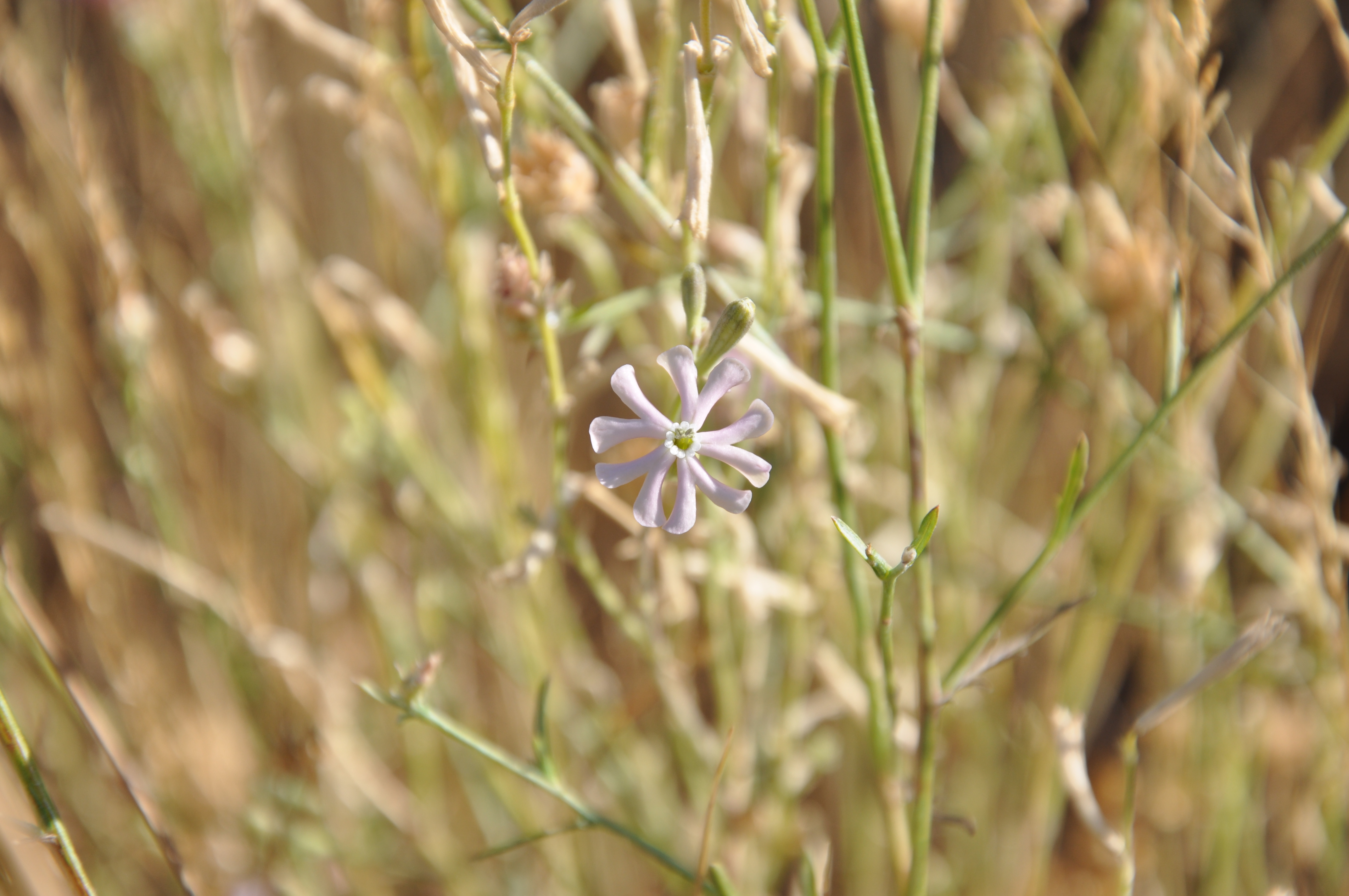
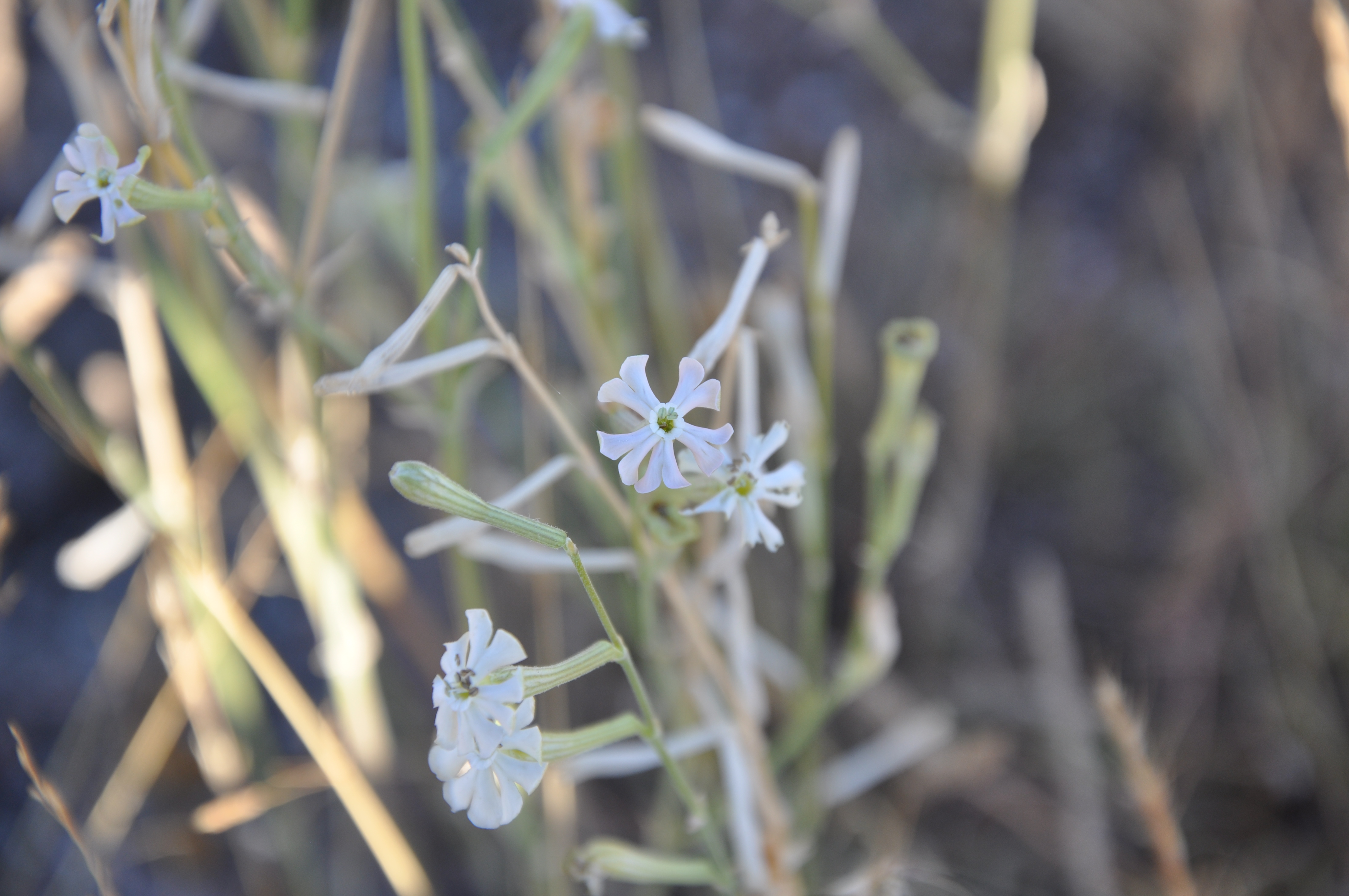